# Schneit
Schneit (toponimo tedesco) è una frazione del comune svizzero di Hagenbuch, nel Canton Zurigo (distretto di Winterthur).

## Storia
Già comune autonomo che comprendeva le frazioni di Mittelschneit, Oberschneit, Schneitberg e Unterschneit, nel 1928 è stato accorpato al comune di Hagenbuch.

## Amministrazione
Ogni famiglia originaria del luogo fa parte del cosiddetto comune patriziale e ha la responsabilità della manutenzione di ogni bene ricadente all'interno dei confini del comune.